# مسافر بلا هوية (مسلسل)
مسافر بلا هوية مسلسل كويتي من إنتاج عام 1988.